# Plectorhinchus punctatissimus
Plectorhinchus punctatissimus és una espècie de peix de la família dels hemúlids i de l'ordre dels perciformes.
Els mascles poden assolir els 50,8 cm de longitud total.
Es troba a les Seychelles, Maurici i Tahití.